# Věžovatá Pláně
Věžovatá Pláně (deutsch Thurmplandles) ist eine Gemeinde mit 115 Einwohnern in Tschechien. Sie liegt sieben Kilometer nordwestlich von Kaplice und gehört zum Okres Český Krumlov.

## Geographie
Der Ort befindet sich in den Poluška-Bergen. Gegen Westen liegt das Tal des Jílecký potok. Nachbarorte sind Dolní Pláně im Osten, Horní Pláně im Südosten, Brusnické Chalupy im Süden, Osek im Südwesten, Sedlice im Westen sowie Malčice und Zubčice im Norden.

### Gemeindegliederung
Die Gemeinde Věžovatá Pláně besteht aus den Ortsteilen Dolní Pláně (Unterplandles) und Věžovatá Pláně sowie den Einschichten Horní Pláně (Oberplandles) und Buchtice (Buchtitz).

### Nachbargemeinden
| Mirkovice | Zubčice                                     | Netřebice         |
| Přídolí   | Kompassrose, die auf Nachbargemeinden zeigt | Střítež u Kaplice |
|           | Rožmitál na Šumavě                          |                   |

## Geschichte
Die erste urkundliche Erwähnung des zur Herrschaft Poreschin gehörigen Dorfes Planje stammt aus dem Jahre 1366. Noch älter ist der Ortsteil Dolní Pláně, der seit 1358 nachweislich ist. Im Jahrhundert ging das Dorf in den Besitz der Herren von Drchowetz auf Großumlowitz über.
1785 entstand unter dem Patronat des Klosters Hohenfurth eine hölzerne Kirche und eine Seelsorgestation. 1788 wurde die für jedes Pfarramt obligate Schule erbaut. 1800 begann der Umbau der St. Annakirche zu einem steinernen Bauwerk, und 1870 erfolgte der Bau eines gemauerten Turmes anstelle des hölzernen. Ab 1857 war Věžovatá Pláně eine selbständige Pfarre.
Ab 1841 ist der Name Thurnplanles nachweislich, aus dem sich schon wenig später Thurmplandles entwickelte. Bis zur Ablösung der Patrimonialherrschaften im Jahre 1850 gehörte zur Grundherrschaft Krummau.

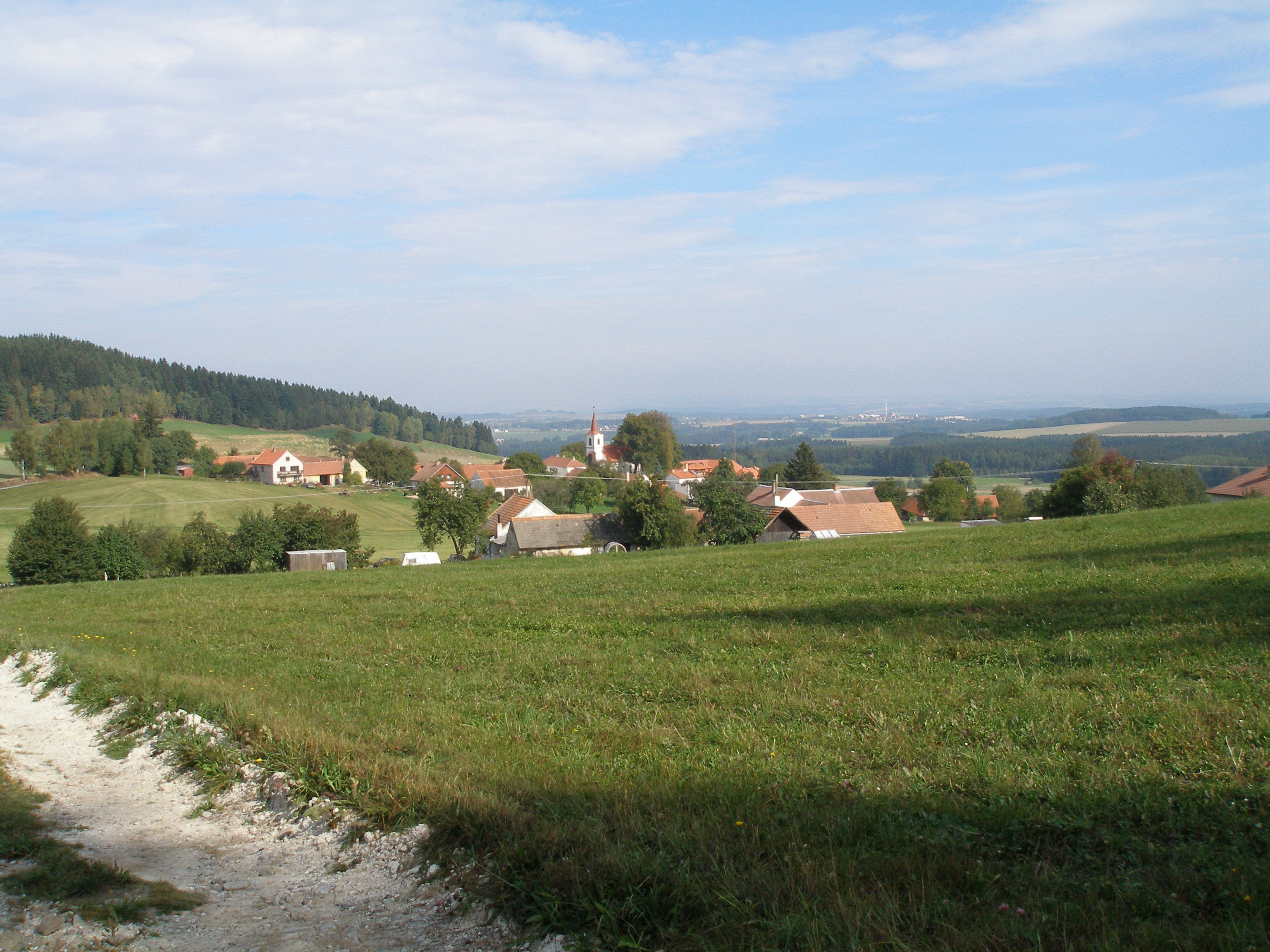
Gemeinde

2003 trat Věžovatá Pláně als erste tschechische Gemeinde dem Klima-Bündnis bei und Bürgermeister Josef Mach erklärte den Verzicht auf Strom aus dem umstrittenen Atomkraftwerk Temelín. Auf Initiative von Mach, der zu den führenden Temelín-Gegner in Tschechien gehört entstand im selben Jahr in Věžovatá Pláně ein gemeinsam von österreichischen und tschechischen Umweltgruppen getragenes Informations- und Schulungszentrum für Solarenergie.
In der landschaftlich reizvollen Umgebung des Dorfes bestehen Wandermöglichkeiten und im Winter werden Loipen gespurt und ein Skilift betrieben.

## Sehenswürdigkeiten
- Die St.-Anna-Kirche (Kostel svaté Anny) wurde 1800 anstelle eines älteren, kleinen Holzkirchleins errichtet.